# Oleh Munts
Oleh Munts, född 1966 i Jalutorovsk, Tiumen oblast, är en ukrainsk längdåkare som tävlat i fyra omgångar av Paralympiska spelen och tagit sju paralympsika medaljer. Han föddes med nedsatt syn och förlorade den helt 1985. Vid paralympiska spelen 1998 representerade han Ryssland men från 2002 och framåt Ukraina. Munts deltog senast i Paralympiska spelen 2010 då han hade som bäst en 5:e plats.

## Meriter[1]
- Paralympiska vinterspelen 1998  Tävlande för Ryssland
  - Guld, längdskidåkning 4×5 km stafett stående/blind
  - Silver, skidskytte 7,5 km B1
  - Brons, längdskidåkning 15 km fri stil B1

- Paralympiska vinterspelen 2002  
  - Silver, längdskidåkning 10 km fristil B1[2]
  - Silver, längdskidåkning 5 km klassisk B1

- Paralympiska vinterspelen 2006  
  - Brons, längdskidåkning stafett 1x3,75 km + 2x5 km, tillsammans med Vitaliy Lukyanenko och Vladyslav Morozov.
  - Guld, längdskidåkning 20 km synskadade